# Lista över Skottlands regentgemåler
För de kvinnor, som har varit regerande drottningar av Skottland, se lista över Skottlands regenter. För personer, som har varit gifta med brittiska regenter efter bildandet av Storbritannien 1707, se lista över Storbritanniens regentgemåler.
Lista över Skottlands regentgemåler upptar de personer, som har varit gifta med en skotsk regent (kung, regerande drottning eller lordprotektor), men inte själva har varit regenter. De flesta har varit kvinnor, och de kallas på engelska Drottninggemål (engelska Queen consort), eller i dagligt tal drottning, till skillnad från de kvinnor, som faktiskt var regenter, vilka var regerande drottningar (engelska Queen regnants). Listan upptar endast de personer, som var gifta med regenterna under deras tid som regenter. Personer, som var gifta med regenter innan deras regeringstid, såsom exempelvis Jakob VII:s första hustru Anne Hyde, upptas alltså inte. Emellertid medtas gemålerna oavsett vilken titel deras make/maka hade som regent.
Kungariket Skottland enades under Kenneth MacAlpin 843 och upphörde som självständigt kungarike 1707 då det gick samman med kungariket England och bildade kungariket Storbritannien (även om de hade gemensam monark från 1603). Det har alltså inte funnits någon skotsk regentgemål sedan 1707 och de personer, som har varit gifta med brittiska regenter efter 1707 är alltså brittiska regentgemåler. Det finns ytterst få källor till Skottlands tidiga historia och dessa är ofta motsägelsefulla, vaga och saknar detaljer. Uppgifter om kungarna före Malkolm III är få och Girics och Eochaids status är tveksam. Uppgifter om regenternas hustrur är ännu färre och existerar knappt. Därför är det i praktiken omöjligt att skapa en lista över regentgemåler före Macbeths trontillträde. Om dennes hustru Gruoch finns dock betydligt mer uppgifter, varför listan i allmänhet brukar inledas med henne.

## Ätten Moray
Även om man känner till några få detaljer om tidigare regentgemåler – till exempel att Duncan I var gift med en kvinna, som i en källa omnämns som Suthen – så är Gruoch den första skotska drottning, som man vet något mer omfattande om. Hon var dotter till Boite mac Cináeda, som själv var son antingen till Kenneth II eller Kenneth III. Hon var mor till Macbeths efterträdare Lulach. Lulachs son Máel Snechtai av Morays mor levde fortfarande 1078, då hon blev tillfångatagen av Malkolm III, men man känner inte till något annat om henne, inte ens om hon och Lulach var gifta.
| Namn   | Bild | Gift med | Födelse                                           | Giftermål  | Blev regentgemål                     | Upphörde att vara regentgemål | Död                 | Källor |
| ------ | ---- | -------- | ------------------------------------------------- | ---------- | ------------------------------------ | ----------------------------- | ------------------- | ------ |
| Gruoch |      | Macbeth  | 1007 på okänd plats dotter till Boite mac Cináeda | Efter 1032 | 14 augusti 1040 makens trontillträde | 15 augusti 1057 makens död    | 1060 på okänd plats |        |
| Namn   | Bild | Gift med | Födelse                                           | Giftermål  | Blev regentgemål                     | Upphörde att vara regentgemål | Död                 | Källor |

## Ätten Dunkeld
1058 avsatte Malkolm III av ätten Dunkeld sin kusin Lulach och återtog den skotska tronen för egen räkning (Lulachs far Macbeth hade avsatt Malkolms far Duncan I). Hans ätt skulle sedan komma att sitta på den skotska tronen fram till Alexander III:s död 1286, då ätten dog ut. Alexanders tronarvinge var hans nyfödda barnbarn Margareta "Jungfrun av Norge" av Hårfagreätten. Hon avled emellertid ogift och barnlös i slutet av 1290 innan hon hade anlänt till Skottland, och blev aldrig krönt vid Scone. Efter två års interregnum valdes den kontroversielle John Balliol till kung (hans hustru var då redan död och blev därmed aldrig drottning), men efter fyra års styre abdikerade han och Skottland fick ett nytt interregnum till 1306.
| Namn                   | Bild | Gift med      | Födelse | Giftermål        | Blev regentgemål                               | Upphörde att vara regentgemål                              | Död                                                        | Källor |
| ---------------------- | ---- | ------------- | --- | ---------------- | ---------------------------------------------- | ---------------------------------------------------------- | ---------------------------------------------------------- | ------ |
| Ingibiorg Finnsdottir  |      | Malkolm III   | Okänt födelseår på okänd plats dotter till Finn Arnesson och Bergljot Halvdansdottir                       | Okänd tidpunkt   | Tidigast 17 mars 1058 vid makens trontillträde | Möjligen omkring 1069 på okänd plats                       | Möjligen omkring 1069 på okänd plats                       |        |
| Margareta av Wessex    |      | Malkolm III   | Omkring 1045 i Ungern dotter till Edvard Landsflyktingen och Agatha                                        | 1070             | 1070                                           | 13 november 1093 makens död                                | 16 november 1093 på slottet Edinburgh Castle i Edinburgh   |        |
| Sybilla av Normandie   |      | Alexander I   | 1092 på okänd plats dotter till kung Henrik I av England och Sybilla Corbet av Alcester                    | 1107             | 1107                                           | 12 eller 13 juli 1122 på ön Eilean nam Ban i sjön Loch Tay | 12 eller 13 juli 1122 på ön Eilean nam Ban i sjön Loch Tay |        |
| Maud av Huntingdon     |      | David I       | Omkring 1074 på okänd plats dotter till Waltheof och Judith av Lens                                        | 1113             | April eller maj 1124 makens trontillträde      | 1130 eller 1131 på okänd plats                             | 1130 eller 1131 på okänd plats                             |        |
| Ermengarde de Beaumont |      | Vilhelm I     | Omkring 1170 på okänd plats dotter till Rikard I av Beaumont och Lucie de l'Aigle                          | 5 september 1186 | 5 september 1186                               | 4 december 1214 makens död                                 | 12 februari 1233 eller 1234 på okänd plats                 |        |
| Joan av England        |      | Alexander II  | 22 juli 1210 på okänd plats dotter till kung Johan av England och drottning Isabella av Angoulême          | 21 juni 1221     | 21 juni 1221                                   | 4 mars 1238 i byn Havering-atte-Bower utanför London       | 4 mars 1238 i byn Havering-atte-Bower utanför London       |        |
| Marie de Coucy         |      | Alexander II  | Omkring 1218 på okänd plats dotter till Enguerrand III av Coucy och Marie de Montmirel                     | 15 maj 1239      | 15 maj 1239                                    | 6 juli 1249 makens död                                     | 1285 på okänd plats                                        |        |
| Margareta av England   |      | Alexander III | 29 september 1240 på okänd plats dotter till kung Henrik III av England och drottning Eleonora av Provence | 26 december 1251 | 26 december 1251                               | 26 februari 1275 på okänd plats                            | 26 februari 1275 på okänd plats                            |        |
| Yolande av Dreux       |      | Alexander III | Omkring 1263 på okänd plats dotter till greve Robert IV av Dreux och grevinnan Beatrice av Montfort        | 15 oktober 1285  | 15 oktober 1285                                | 19 mars 1286 makens död                                    | 2 augusti 1322 på okänd plats                              |        |
| Namn                   | Bild | Gift med      | Födelse | Giftermål        | Blev regentgemål                               | Upphörde att vara regentgemål                              | Död                                                        | Källor |

## Ätten Bruce
1306 blev Robert Bruce och hans hustru Elizabeth de Burgh krönta till skottarnas kung och drottning i Scone, vilket gjorde slut på det skotska interregnumet. Ätten Bruce kom sedan att sitta på tronen till David II:s död 1371.
| Namn               | Bild                            | Gift med | Födelse                                                                                                 | Giftermål        | Blev regentgemål                  | Upphörde att vara regentgemål                               | Död                                                         | Källor |
| ------------------ | ------------------------------- | -------- | --- | ---------------- | --------------------------------- | ----------------------------------------------------------- | ----------------------------------------------------------- | ------ |
| Elizabeth de Burgh | Robert I och Elizabeth de Burgh | Robert I | Omkring 1289 i Dunfermline dotter till Richard Óg de Burgh och Margarite de Burgh                       | 1302             | 25 mars 1306 makens trontillträde | 27 oktober 1327 på slottet Cullen Castle i Banffshire       | 27 oktober 1327 på slottet Cullen Castle i Banffshire       |        |
| Joanna av England  |                                 | David II | 5 juli 1321 i Towern i London dotter till kung Edvard II av England och drottning Isabella av Frankrike | 17 juli 1328     | 7 juni 1329 makens trontillträde  | 7 september 1362 på slottet Hertford Castle i Hertfordshire | 7 september 1362 på slottet Hertford Castle i Hertfordshire |        |
| Margareta Drummond |                                 | David II | Omkring 1340 på okänd plats dotter till Malkolm Drummond och Margareta Graham                           | 20 februari 1364 | 20 februari 1364                  | 20 mars 1369 skilsmässa                                     | Strax efter 31 januari 1375 på okänd plats                  |        |
| Namn               | Bild                            | Gift med | Födelse                                                                                                 | Giftermål        | Blev regentgemål                  | Upphörde att vara regentgemål                               | Död                                                         | Källor |

## Ätten Stuart/Stewart
Vid David II:s död 1371 uppsteg hans systerson Robert Stewart (son till Walter Stewart och Marjorie Bruce, i sin tur dotter till Robert I i hans första äktenskap) på tronen. Hans närmaste ättlingar härskade över skottland till dess att hans siste ättling i rakt nedstigande led, Jakob V, dog. Jakob efterlämnade en sex dagar gammal flicka som tronarvinge, vilket fick honom att argt utbrista "Åt helvete med det hela! [Ätten Stewarts styre] slutar som det började. Det inleddes med en tös och kommer att ta slut med en tös." (engelska: "The devil go with it! [The rule of the Stewarts] will end as it began. It came with a lass, and it will pass with a lass.") I detta fick han dock fel: dottern Maria gifte sig sedermera med en medlem ur en annan gren av ätten Stewart och den gren de grundade skulle komma att härska inte bara över Skottland, utan även över England och Irland till 1714. Dock blev den sista Stuartmonarken en kvinna, nämligen Anna av Storbritannien.
När Jakob V avled 1542 blev som sagt hans dotter Maria skottarnas drottning. Maria skickades sedermera av sin mor till det franska hovet, där hennes ättnamn blev galliserat till Stuart. Maria gifte sig med Henry Stuart, som kom från en annan gren av ätten Stewart (som också hade galliserat namnet till Stuart). Deras son Jakob VI grundade ätten Stuart, som kom att härska över både Skottland, England och Irland från och med 1603. Ättens styre upphörde tillfälligt genom det engelska inbördeskriget, under vilket Karl I blev avrättad och samvälde utropades. Mellan 1649 och 1660 styrdes England, Skottland och Irland av det engelska parlamentet, som dominerades av Oliver Cromwell.
| Namn                         | Bild                             | Gift med   | Födelse | Giftermål                                             | Blev regentgemål                                      | Upphörde att vara regentgemål                              | Död                                                                     | Källor |
| ---------------------------- | -------------------------------- | ---------- | --- | ----------------------------------------------------- | ----------------------------------------------------- | ---------------------------------------------------------- | ----------------------------------------------------------------------- | ------ |
| Eufemia de Ross              | Robert II och Eufemia de Ross    | Robert II  | Före 1333 på okänd plats dotter till earlen Hugo de Ross och Margareta de Graham                                           | 2 maj 1355                                            | 22 februari 1371 makens trontillträde                 | 1386 på okänd plats                                        | 1386 på okänd plats                                                     |        |
| Anabella Drummond            | Robert III och Anabella Drummond | Robert III | Omkring 1350 i Dunfermline dotter till John Drummond och Mary Montifex                                                     | 1367                                                  | 19 april 1390 makens trontillträde                    | 1401 på slottet Scone Palace i Scone                       | 1401 på slottet Scone Palace i Scone                                    |        |
| Johanna Beaufort             | Jakob I och Johanna Beaufort     | Jakob I    | Omkring 1404 på okänd plats dotter till earlen John Beaufort och Margareta Holland                                         | 2 februari 1424                                       | 2 februari 1424                                       | 20 eller 21 februari 1437 makens död                       | 15 juli 1445 på slottet Dunbar Castle i East Lothian                    |        |
| Maria av Gueldres            |                                  | Jakob II   | Omkring 1434 i Grave i Nederländerna dotter till hertig Arnold av Gueldres och Katarina av Kleve                           | 3 juli 1449                                           | 3 juli 1449                                           | 3 augusti 1460 makens död                                  | 1 december 1463 på slottet Roxburgh Castle i Roxburghshire              |        |
| Margareta av Danmark         |                                  | Jakob III  | 23 juni 1456 i Danmark dotter till Kalmarunionens kungapar Kristian I och Dorotea av Brandenburg                           | 10 juli 1469                                          | 10 juli 1469                                          | 14 juli 1486 på slottet Stirling Castle i Stirlingshire    | 14 juli 1486 på slottet Stirling Castle i Stirlingshire                 |        |
| Margareta Tudor              |                                  | Jakob IV   | 28 november 1489 i Westminsterpalatset i London dotter till det engelska kungaparet Henrik VII och Elizabeth av York       | 25 januari 1503 (genom ombud) 8 augusti 1503 (vigsel) | 25 januari 1503 (genom ombud) 8 augusti 1503 (vigsel) | 9 september 1513 makens död                                | 18 oktober 1541 på slottet Methven Castle i Perthshire                  |        |
| Madeleine av Valois          |                                  | Jakob V    | 10 augusti 1520 i Saint-Germain-en-Laye utanför Paris dotter till det franska kungaparet Frans I och Claude                | 1 januari 1537                                        | 1 januari 1537                                        | 7 juli 1537 i Edinburgh                                    | 7 juli 1537 i Edinburgh                                                 |        |
| Maria av Guise               |                                  | Jakob V    | 22 november 1515 i Bar-le-Duc i Lorraine i Frankrike dotter till hertig Claude av Guise och Antoinette de Bourbon          | 18 maj 1538                                           | 18 maj 1538                                           | 14 december 1542 makens död                                | 11 juni 1560 av ödem i Edinburgh                                        |        |
| Frans II av Frankrike        |                                  | Maria I    | 19 januari 1544 på slottet i Fontainebleau son till det franska kungaparet Henrik II och Katarina av Medici                | 24 april 1558                                         | 24 april 1558                                         | 5 december 1560 i Orléans                                  | 5 december 1560 i Orléans                                               |        |
| Henry Stuart                 |                                  | Maria I    | 7 december 1545 på godset Temple Newsam i Leeds son till Matthew Stewart och Margaret Douglas                              | 29 juli 1565                                          | 29 juli 1565                                          | 10 februari 1567 mördad i Kirk o' Field i Edinburgh        | 10 februari 1567 mördad i Kirk o' Field i Edinburgh                     |        |
| James Hepburn                |                                  | Maria I    | Omkring 1534 på okänd plats son till Patrick Hepburn och Agnes Sinclair                                                    | 15 maj 1567                                           | 15 maj 1567                                           | 24 juli 1567 makans abdikation                             | 14 april 1578 på Dragsholms slott i Danmark                             |        |
| Anna av Danmark              |                                  | Jakob VI   | 12 december 1574 i Skanderborg i Danmark dotter till kung Fredrik II av Danmark och drottning Sofia av Mecklenburg         | 23 november 1589                                      | 23 november 1589                                      | 4 mars 1619 på slottet Hampton Court Palace utanför London | 4 mars 1619 på slottet Hampton Court Palace utanför London              |        |
| Henrietta Maria av Frankrike |                                  | Karl I     | 25 eller 26 november 1609 på slottet Louvren i Paris dotter till kung Henrik IV av Frankrike och drottning Maria av Medici | 11 maj 1625 (genom ombud) 13 juni 1625 (vigsel)       | 11 maj 1625 (genom ombud) 13 juni 1625 (vigsel)       | 30 januari 1649 makens avrättning                          | 10 september 1669 på slottet Château de Colombes i Colombes i Frankrike |        |
| Namn                         | Bild                             | Gift med   | Födelse | Giftermål                                             | Blev regentgemål                                      | Upphörde att vara regentgemål                              | Död                                                                     | Källor |

## Samväldet
När Karl I avrättades 1649 avskaffades kungadömena på de brittiska öarna fram till 1660. Visserligen erkändes hans son Karl II som kung av Skottland fram till 1651, men då tvingades han i landsflykt även därifrån. Eftersom han under denna tid inte var gift hade Skottland då heller ingen regentgemål. 1653 utropade sig Oliver Cromwell till Lordprotektor över det engelska samväldet på de brittiska öarna och efterträddes vid sin död 1658 av sin son Richard. Denne tvingades dock avsäga sig värdigheten året därpå och 1660 återupprättades kungadömena.
| Namn                | Bild | Gift med         | Födelse                                                     | Giftermål       | Blev regentgemål                                    | Upphörde att vara regentgemål             | Död                                           | Källor |
| ------------------- | ---- | ---------------- | ----------------------------------------------------------- | --------------- | --------------------------------------------------- | ----------------------------------------- | --------------------------------------------- | ------ |
| Elizabeth Bourchier |      | Oliver Cromwell  | 1598 i London dotter till James Bourchier och Frances Crane | 22 augusti 1620 | 16 december 1653 makens tillträde som lordprotektor | 3 september 1658 makens död               | November 1665 i Northborough i Cambridgeshire |        |
| Dorothy Maijor      |      | Richard Cromwell | Omkring 1620 dotter till Richard Maijor                     | 1649            | 3 september 1658 makens tillträde som lordprotektor | 25 maj 1659 makens nedläggning av ämbetet | 5 januari 1675 på okänd plats                 |        |
| Namn                | Bild | Gift med         | Födelse                                                     | Giftermål       | Blev regentgemål                                    | Upphörde att vara regentgemål             | Död                                           | Källor |

## Ätten Stuart (återinsatt)
1660 återinsattes den avrättade Karl I:s son Karl II på Englands, Skottlands och Irlands troner och ätten Stuarts styre återupprättades. Karl II:s bror Jakob VIi blev 1688–1689 avsatt genom den ärorika revolutionen på grund av hans katolska tro. Hans döttrar Maria II och Anna blev de sista Stuartregenterna, som härskade på de brittiska öarna, då Anna dog 1714. Kungariket Skottland hade dock upphört att existera redan 1707, då Unionsakterna sammanslog kungarikena England och Skottland till att bilda Kungariket Storbritannien. Då Jakob VII:s son Jakob Edvard Stuart vägrade acceptera Unionsakterna gjorde han anspråk på de engelska och skotska tronerna, liksom hans son Karl Edvard Stuart. De räknas dock inte som legitima härskare över Skottland, varför deras hustrur inte medtas här.
| Namn                 | Bild | Gift med  | Födelse | Giftermål                                                 | Blev regentgemål                     | Upphörde att vara regentgemål                                                                                      | Död                                                            | Källor |
| -------------------- | ---- | --------- | --- | --------------------------------------------------------- | ------------------------------------ | --- | -------------------------------------------------------------- | ------ |
| Katarina av Braganza |      | Karl II   | 25 november 1638 i Lissabon dotter till kung Johan IV av Portugal och drottning Luisa de Guzmán                             | 21 maj 1662                                               | 21 maj 1662                          | 6 februari 1685 makens död                                                                                         | 30 november 1705 på slottet Palácio da Bemposta i Lissabon     |        |
| Maria av Modena      |      | Jakob VII | 5 oktober 1658 på Palazzo Ducale i Modena dotter till hertig Alfons IV av Modena och hertiginnan Laura Martinozzi           | 30 september 1673 (genom ombud) 23 november 1673 (vigsel) | 6 februari 1685 makens trontillträde | 11 december 1688 makens avsättning                                                                                 | 7 maj 1718 på slottet Château de Saint-Germain-en-Laye i Paris |        |
| Georg av Danmark     |      | Anna      | 2 april 1653 i Köpenhamn i Danmark son till kung Fredrik III av Danmark och drottning Sofia Amalia av Braunschweig-Lüneburg | 28 juli 1683                                              | 8 mars 1702 makans trontillträde     | 1 maj 1707 då hustrun istället blev regerande drottning av Storbritannien och han därför blev brittisk regentgemål | 28 oktober 1708 på slottet Kensington Palace i London          |        |
| Namn                 | Bild | Gift med  | Födelse | Giftermål                                                 | Blev regentgemål                     | Upphörde att vara regentgemål                                                                                      | Död                                                            | Källor |

Listan fortsätter på lista över Storbritanniens regentgemåler.